# 傑尼斯跨年演唱會
傑尼斯跨年演唱會（日語：ジャニーズカウントダウンライブ）是指由日本傑尼斯事務所召集其旗下藝人於日本時間每年元旦前後所舉行的演唱會及相關轉播節目的統稱。該節目也被稱為“傑尼斯倒數演唱會”，簡稱為「Cou-con」（カウコン，意為倒數演唱會）或「Johnny-con」（ジャニコン，意為傑尼斯演唱會）。從2023年開始，因為约翰尼·喜多川性虐待丑闻而導致該節目停播至今。

## 節目內容（歷年跨年演唱會名稱）
慈善跨年演唱會（1996年-2003年）
- 1996年 -
- 1997年 -
- 1998年 -
- 1999年 -
- 2000年 -
- 2001年 -
- 2002年 -

傑尼斯號銀河戰艦跨年演唱會（2004年-2005年） ~ 原：
傑尼斯超級驚喜跨年演唱會 （2004年-2005年） ~ 原：
東京巨蛋傑尼斯驕傲演唱會 （2005年-2006年） ~原：
傑尼斯跨年演唱 （2006年-2007年） ~原：
傑尼斯跨年演唱會十周年 （2007年-2008年） ~原：
東西巨蛋10萬人召集!傑尼斯除夕演唱會 （2008年-2009年） ~原：
東西巨蛋10萬人召集!傑尼斯除夕超豪華演唱會 （2009年-2010年） ~原：
起飛!傑尼斯風暴來襲除夕演唱會 （2010年-2011年） ~原：
東西巨蛋聯播!傑尼斯跨年演唱會（2011年-2012年） ~原：
平成25年除夕!傑尼斯跨年演唱會十五周年 （2012年-2013年） ~原：
創造新的傳說 傑尼斯跨年直播 （2013年-2014年） ~原：
Johnnys' countdown 2014-2015（2014年-2015年）無電視轉播。
史上最多大合集!傑尼斯跨年直播 （2015年-2016年） ~原：
傑尼斯跨年演唱 （2016年-2017年） ~原：
20周年紀念!超豪華跨年直播 （2017年-2018年） ~原：
平成最後的夢物語!傑尼斯跨年直播 （2018年-2019年） ~原：
新時代來了!令和最初的跨年直播 （2019年-2020年） ~原：
在東京街上 歌聲連接你我 現場直播 （2020年-2021年） ~原：
在東京巨蛋睽違2年的大集合! 傑尼斯跨年倒數2021→2022 （2021年-2022年） ~原：
傑尼斯跨年倒數演唱會 2022-2023（2022年-2023年）~原：

## 聯播機構
| 播出地區       | 電視臺                  | 所屬電視網                       | 備註                                       |
| -------------- | ----------------------- | -------------------------------- | ------------------------------------------ |
| 关东广域圈     | 富士電視臺（CX）        | 富士电视网                       | 節目製作方                                 |
| 北海道         | 北海道文化放送（uhb）   | 富士电视网                       | 同步直播                                   |
| 岩手縣         | 岩手可爱电视台（mit）   | 富士电视网                       | 同步直播                                   |
| 宮城縣         | 仙台放送（OX）          | 富士电视网                       | 同步直播                                   |
| 秋田縣         | 秋田电视台（AKT）       | 富士电视网                       | 同步直播                                   |
| 山形縣         | 樱桃电视台（SAY）       | 富士电视网                       | 同步直播                                   |
| 福島縣         | 福岛电视台（FTV）       | 富士电视网                       | 同步直播                                   |
| 新潟縣         | 新潟综合电视台（NST）   | 富士电视网                       | 同步直播                                   |
| 長野縣         | 長野放送（NBS）         | 富士电视网                       | 同步直播                                   |
| 富山縣         | 富山电视台（BBT）       | 富士电视网                       | 同步直播                                   |
| 石川縣         | 石川电视台（ITC）       | 富士电视网                       | 同步直播                                   |
| 福井縣         | 福井电视台（FTB）       | 富士电视网                       | 同步直播                                   |
| 静岡縣         | 静冈电视台（SUT）       | 富士电视网                       | 同步直播                                   |
| 中京广域圈     | 东海电视台（THK）       | 富士电视网                       | 同步直播                                   |
| 近畿广域圏     | 关西电视台（KTV）       | 富士电视网                       | 同步直播                                   |
| 鳥取縣・島根縣 | 山阴中央电视台（TSK）   | 富士电视网                       | 同步直播                                   |
| 岡山縣・香川縣 | 冈山放送（OHK）         | 富士电视网                       | 同步直播                                   |
| 廣島縣         | 新广岛电视台（TSS）     | 富士电视网                       | 同步直播                                   |
| 愛媛縣         | 爱媛电视台（EBC）       | 富士电视网                       | 同步直播                                   |
| 高知縣         | 高知SunSun电视台（KSS） | 富士电视网                       | 同步直播                                   |
| 福岡縣         | 西日本电视台（TNC）     | 富士电视网                       | 同步直播                                   |
| 佐賀縣         | 佐贺电视台（STS）       | 富士电视网                       | 同步直播                                   |
| 長崎縣         | 长崎电视台（KTN）       | 富士电视网                       | 同步直播                                   |
| 熊本縣         | 熊本电视台（TKU）       | 富士电视网                       | 同步直播                                   |
| 鹿兒島縣       | 鹿儿岛电视台（KTS）     | 富士电视网                       | 同步直播                                   |
| 沖繩縣         | 冲绳电视台（OTV）       | 富士电视网                       | 同步直播                                   |
| 大分縣         | 大分电视台（TOS）       | 富士電視網 日本電視網            | 僅當元旦前夜在週二、週四和週五時才參與播出 |
| 宮崎縣         | 宫崎电视台（UMK）       | 富士電視網 日本電視網 朝日電視網 | 僅當元旦前夜不在週五和週日時才參與播出     |

## 出版物
2002年的傑尼斯跨年演唱會的實況曾通過傑尼斯娛樂以“傑尼斯夥伴永不消失的精神1997-2003（J-FRIENDS Never Ending Spirit 1997-2003）”的標題發行錄像帶和DVD。

## 關聯條目
- 傑尼斯事務所
- 東京巨蛋
- 新堂本兄弟

## 外部連結
- 日本富士電視臺 （页面存档备份，存于）（主要播出機構）（日語）
- 東京巨蛋（主要舉辦場地）（日語）